# 이크롬 알리보예프
이크롬 이스로일로비치 알리보예프(우즈베크어: Ikrom Isroilovich Aliboyev, 1994년 1월 9일~), 또는 이크롬 이스라일로비치 알리바예프(러시아어: Икром Исраилович Алибаев)는 우즈베키스탄의 축구 선수로 포지션은 미드필더이다. 현재 우즈베키스탄 슈퍼리그의 FC 네프치 페르가나와 우즈베키스탄 축구 국가대표팀에서 활동하고 있다.
K리그의 대전 하나 시티즌, 강원 FC, 성남 FC, FC 서울에서 활동했으며 K리그 등록명은 알리바예프였다.

## 클럽 경력
2013년 우즈베키스탄 슈퍼리그의 로코모티프 타슈켄트에 입단하며 프로에 입문한 후 같은 해 11월 8일 FK 부하라와의 경기에서 리그 데뷔전을 치렀다.
이후 2018년까지 통산 97경기에서 11골을 기록하며 팀의 리그 3연패(2016년, 2017년, 2018년)와 우즈베키스탄 컵대회 3회 우승(2014년, 2016년, 2017년), 2015년 우즈베키스탄 슈퍼컵 우승에 기여했고 2018 시즌 종료 후 2019년 최용수 감독이 이끄는 K리그1의 FC 서울에 입단하였다.
그리고 입단 직후 K리그1 2019 3위 입상, 2020년 AFC 챔피언스리그 본선 진출에 일조했으나 2021 시즌을 앞두고 부상에 발목이 잡히며 시즌 아웃되고 말았다.
이후 2021년 FC 서울과의 계약을 종료한 뒤 K리그2의 대전 하나 시티즌과 입단 계약을 체결했다. 시즌을 마치고 계약만료로 팀을 떠났다.
이후, 2022년 시즌을 앞두고 우즈베키스탄 슈퍼리그의 파흐타코르 타슈켄트로 이적했다.
2023 시즌을 앞두고 강원 FC로 이적하여 과거 서울에서 사제지간으로 연을 맺었던 최용수 감독과 재회하였다.

## 국가대표팀 경력
2015년 7월 11일 이란과의 친선 경기를 앞두고 미르잘롤 카시모프 A대표팀 감독의 부름을 받아 이 경기를 통해 국제 A매치 데뷔전을 치렀다.
이후 2016년부터 2018년까지 U-23 대표팀에서 활동하며 통산 6경기 5골을 기록하면서 팀의 2018년 아시안 게임 8강 진출을 이끌었고 대한민국과의 8강전에서도 멀티골을 뽑아내는 활약을 보이기도 했다.
그러나 연장전에서 난폭한 행동에 의한 경고 누적으로 퇴장당하는 수모를 당했고 팀도 황의조의 해트트릭을 막지 못한 채 3-4의 역전패를 당하면서 4강 진출에 실패했다.
이후 다시 A대표팀으로 복귀한 후 2019년 AFC 아시안컵에 출전하였으나 팀은 16강전에서 호주와 승부차기까지 가는 접전 끝에 패하면서 5회 연속 8강 진출에 실패했다.